# Aleksandrów (gemeente in powiat Biłgorajski)
De gemeente Aleksandrów is een landgemeente in het Poolse woiwodschap Lublin, in powiat Biłgorajski.
De zetel van de gemeente is in Aleksandrów.
De gemeente grenst in het noorden aan gminą Tereszpol, in het westen aan gminą Biłgoraj, in het oosten aan gminą Józefów, in het zuidwesten aan gminą Księżpol.
Op 31 december 2006 telde de gemeente 3194 inwoners.

## Oppervlakte gegevens
In 2002 bedroeg de totale oppervlakte van gemeente Aleksandrów 53,22 km², waarvan:
- agrarisch gebied: 63%
- bossen: 32%

De gemeente beslaat 3,17% van de totale oppervlakte van de powiat.

## Demografie
Stand op 30 juni 2004:
| Omschrijving                   | Totaal | Totaal | Vrouwen | Vrouwen | Mannen | Mannen |
| ------------------------------ | ------ | ------ | ------- | ------- | ------ | ------ |
| eenheid                        | aantal | %      | aantal  | %       | aantal | %      |
| inwoners                       | 3181   | 100    | 1593    | 50,1    | 1588   | 49,9   |
| bevolkingsdichtheid (inw./km²) | 59,8   | 59,8   | 29,9    | 29,9    | 29,8   | 29,8   |

In 2002 bedroeg het gemiddelde inkomen per inwoner 1456,2 zł.

## Aangrenzende gemeenten
Biłgoraj, Józefów, Księżpol, Łukowa, Tereszpol